# Saint-Germain-Lespinasse
Saint-Germain-Lespinasse – miejscowość i gmina we Francji, w regionie Owernia-Rodan-Alpy, w departamencie Loara.
Według danych na rok 1990 gminę zamieszkiwały 1063 osoby, a gęstość zaludnienia wynosiła 71 osób/km² (wśród 2880 gmin regionu Rodan-Alpy Saint-Germain-Lespinasse plasuje się na 745. miejscu pod względem liczby ludności, natomiast pod względem powierzchni na miejscu 772.).